# Akwenko
Akwenko (ou Akonko) est un village du Cameroun situé dans la commune d'Ako. Il est rattaché au département du Donga-Mantung, dans la région du Nord-Ouest.

## Population
En 1970, il y avait 554 habitants, principalement des Misaje, un sous-groupe des Mbembe.  
Le Bureau central des recensements et des études de population (BCREP) a réalisé un recensement en 2005, le Répertoire actualisé des villages du Cameroun, dans lequel il évaluait à 2 194 le nombre d'habitants ; ce chiffre inclut 1 079 hommes 1 115 femmes.

## Économie
Les villageois pratiquent plusieurs métiers dans les domaines de la pêche, l’exploitation forestière, l’artisanat, l’exploitation minière, l’agriculture, l’élevage bovin, l’apiculture, le commerce et la chasse. Les femmes sont présentes dans certains domaines notamment : l’artisanat, l’agriculture, l’élevage bovin, l’apiculture et le commerce.

### Marché
Le village dispose d'un marché à Tumbo – Akwenko. 

## Système éducatif
Il y a une école primaire dans le village, la GS Akwenko.   

## Accès à l’eau
Le village n'a pas de point d’eau potable.   

## Accès à l’électricité
Le village n'a pas accès à l’électricité.

## Réseau routier
Un sentier relie Akwenko à Ntumbo en passant par Mbende et Ako. Des travaux de maintenance et d'amélioration de la voirie sont prévus.   

## Développement d'Akwenko
Le plan de développement prévoit la construction de plusieurs ponts au-dessus du ruisseau de Tumbo-Akwenko, de la rivière Ngothe entre Akwenko et Ande et de la rivière Kwiri entre Akwenko et Abuenkpa. 
Les quatre quartiers du village seront raccordés en eau, et un centre de soins intégré sera construit. 
De nouvelles classes seront ouvertes dans l'école primaire G.S Akwenko ; une maternelle ainsi qu'un établissement d'enseignement secondaire seront construits. Le plan de développement prévoit aussi la construction d'une salle culturelle, ainsi que la sensibilisation des villageois à la protection de l'environnement. 